# Andorre aux Jeux paralympiques d'hiver de 2010
Cet article présente des informations sur la participation et les résultats de l'Andorre aux Jeux paralympiques d'hiver de 2010. 

## Médailles

### Or
| Sport              | Discipline | Sportifs | Performance |
| Médailles d'or : ? |            |          |             |

### Argent
| Sport                  | Discipline | Sportifs | Performance |
| Médailles d'argent : ? |            |          |             |

### Bronze
| Sport                   | Discipline | Sportifs | Performance |
| Médailles de bronze : ? |            |          |             |

## Engagés par sport

### Ski alpin
Hommes
- Xavi Fernandez Vazquez

Femmes
- Paquita Ramirez Capitan

## Source
- Site officiel des JP d'hiver de Vancouver 2010